# Colagem

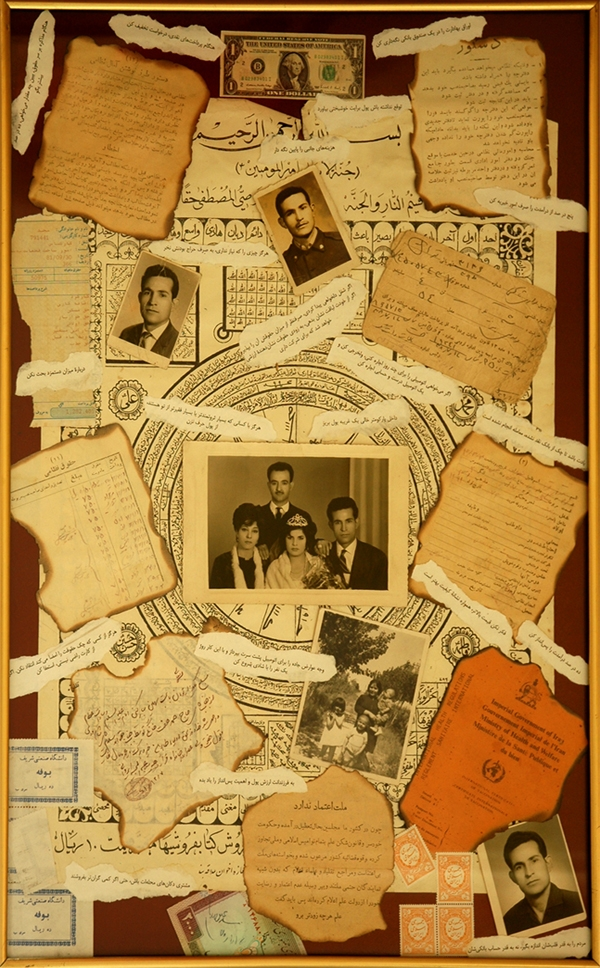
Colagem - Majid Farahani

Colagem é a composição feita a partir do uso de matérias de diversas texturas, ou não, superpostas ou colocadas lado a lado, na criação de um motivo ou imagem. Foi utilizada por Picasso e Georges Braque, entre outros. Ela é uma técnica não muito antiga, criativa e bem divertida, que tem por procedimento juntar numa mesma imagem outras imagens de origens diferentes.
A colagem já era conhecida antes do século XX, mas era considerada uma brincadeira de crianças. O cubismo foi o primeiro movimento artístico a utilizar colagem. Os cubistas colavam pedaços de jornal ou impressos em suas pinturas.
A colagem como procedimento técnico tem uma história antiga, mas sua incorporação na Geografia  do século XX, com o cubismo, representa um ponto de inflexão na medida em que liberta o artista do jugo da superfície. Ao abrigar no espaço do quadro elementos retirados da realidade - pedaços de jornal e papéis de todo tipo, tecido, madeira, objeto e outros -, a pintura passa a ser concebida como construção sobre um suporte, o que dificulta o estabelecimento de fronteiras rígidas entre pintura e escultura.

## História

### Precedentes
As técnicas de colagem foram utilizados pela primeira vez na época da invenção do papel na China, cerca de 200 A.C. A utilização da colagem, no entanto, manteve-se muito limitada, até o século XII no Japão, quando calígrafos começaram a aplicar o papel colado, com textos sobre superfícies, ao escrever seus poemas.
A técnica de colagem apareceu na Europa medieval , durante o século XIII. Painéis de folhas de ouro começaram a ser aplicadas em catedrais góticas em torno do séculos XV e XVI. Jóias e outros metais preciosos foram aplicados a imagens religiosas, ícones brasões de armas.
No século XIX, os métodos de colagem também foram utilizados entre colecionadores de suvenires (aplicado a álbuns de fotos) e livros (como os de Hans Christian Andersen e Carl Spitzweg).